# John Whitehurst

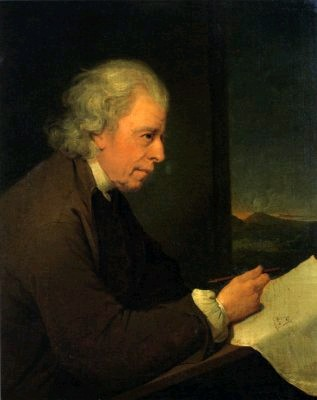
John Whitehurst por Joseph Wright of Derby, no Derby Museum and Art Gallery.

John Whitehurst FRS (10 de abril de 1713 – 18 de fevereiro de 1788), nascido em Cheshire, Inglaterra, foi um relojoeiro e cientista, e fez contribuições iniciais significativas para a geologia. Ele foi um membro influente da Lunar Society.

## Vida e obra
Whitehurst nasceu em Congleton, Cheshire, filho de um relojoeiro, John Whitehurst, o mais velho. Recebendo apenas uma educação formal limitada, o jovem Whitehurst aprendeu a fazer relógios com seu pai, que também incentivou a busca de conhecimento do menino. Em 1734, aos vinte e um anos, Whitehurst visitou Dublin para inspecionar um relógio de construção curiosa sobre o qual havia ouvido falar.

### Carreira
Por volta de 1736, Whitehurst iniciou seu próprio negócio em Derby, onde logo obteve grande emprego, distinguindo-se pela construção de várias peças engenhosas de mecanismo. Entre outros trabalhos, ele fez o relógio para a prefeitura e, em 6 de setembro de 1737, foi registrado como burguês como recompensa. Ele também fabricou termômetros, barômetros e outros instrumentos filosóficos, e se interessou em projetar obras hidráulicas. Ele era consultado em quase todos os empreendimentos em Derbyshire e nos condados vizinhos onde era necessária habilidade em mecânica, pneumática e hidráulica.

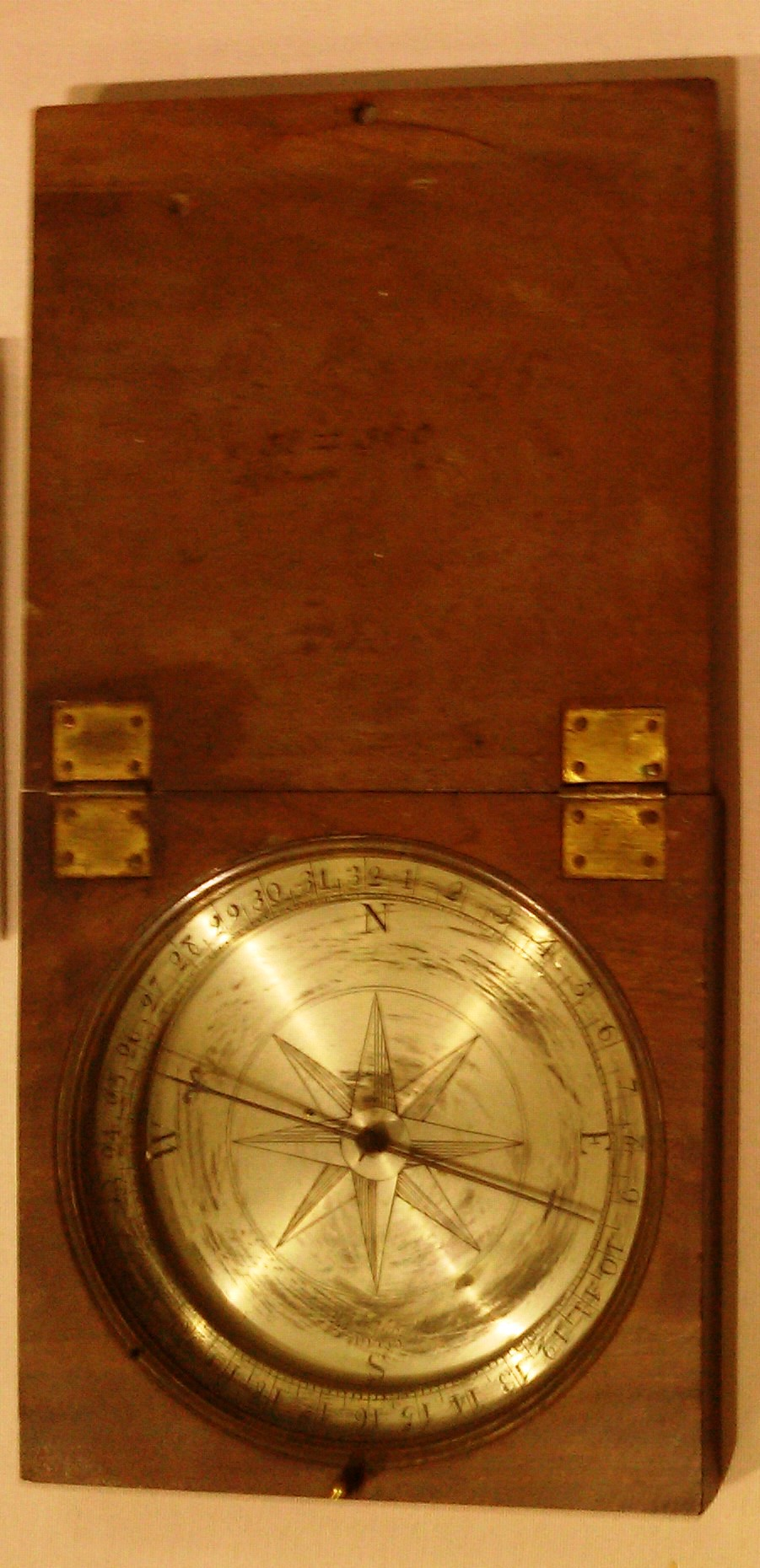
Uma bússola de precisão feita por Whitehurst para Peter Perez Burdett, que ele usou para criar um mapa de Derbyshire.

Em 1774, Whitehurst obteve um posto na Casa da Moeda Real em Londres. Em 1775, com a aprovação da lei para melhor regulamentação da cunhagem de ouro, sem qualquer solicitação de sua parte, ele foi nomeado estampador dos pesos monetários por recomendação do Duque de Newcastle. Whitehurst mudou-se para Londres, onde passou o resto de sua vida em atividades científicas. Outros cientistas distintos visitavam sua casa em Colt Court, Fleet Street, antiga residência de James Ferguson.
Em 1772 – aos 59 anos – ele inventou o "motor de pulsação" (não deve ser confundido com uma Bomba pulsante), um dispositivo para elevar água que foi o precursor do aríete hidráulico.
Em 1778, Whitehurst publicou sua teoria sobre estratos geológicos em An Inquiry into the Original State and Formation of the Earth (Uma Investigação sobre o Estado Original e Formação da Terra). Ele havia começado isso enquanto vivia em Derby, originalmente com a intenção de facilitar a descoberta de minerais valiosos sob a superfície da Terra. Ele prosseguiu suas pesquisas com tanto ardor que "a exposição que sofreu" tendeu a prejudicar sua saúde.
Em 13 de maio de 1779, Whitehurst foi eleito membro da Royal Society. Em 1783, ele foi enviado para examinar a Calçada dos Gigantes e os restos vulcânicos no norte da Irlanda, incorporando suas observações na segunda edição de sua Investigação.
Por volta de 1784, ele projetou um sistema de ventilação para o Hospital St. Thomas.
Em 1786, Whitehurst foi eleito membro da American Philosophical Society.
Em 1787, aos 74 anos, um ano antes de sua morte, ele publicou An Attempt towards obtaining invariable Measures of Length, Capacity, and Weight, from the Mensuration of Time (Uma Tentativa de Obter Medidas Invariáveis de Comprimento, Capacidade e Peso, a partir da Mensuração do Tempo) (Londres). Whitehurst queria estudar a forma da terra medindo diferenças na gravitação. Para isso, ele estudou pêndulos pesados em diferentes locais. Ele mediu o comprimento do pêndulo, a frequência de sua oscilação e o comprimento do caminho que sua cabeça estava percorrendo. Ele comparou esses valores com valores teóricos que calculou assumindo que o globo é esférico. Partindo do pressuposto de que o comprimento de um pêndulo de segundo na latitude de Londres era de 39,2 polegadas, ele deduziu que o comprimento de um oscilando 42 vezes por minuto é de 80 polegadas, enquanto o de um oscilando duas vezes mais é de 20 polegadas. A diferença entre esses dois comprimentos seria, portanto, exatamente 5 pés. Ele descobriu através de experimentos que a diferença real era de apenas 59,892 polegadas, devido ao comprimento real do pêndulo, oscilando uma vez por segundo, ser de 39,125 polegadas. Ele obteve dados aproximados, a partir dos quais os verdadeiros comprimentos dos pêndulos, os espaços através dos quais os corpos pesados caem em um determinado tempo, e muitos outros detalhes relacionados à força da gravitação e à verdadeira figura da terra poderiam ser deduzidos.

## Vida pessoal
Em 9 de janeiro de 1745, Whitehurst casou-se com Elizabeth Gretton, filha de George Gretton, reitor de Trusley e Dalbury em Derbyshire.
Em 1788, Whitehurst morreu, aos 75 anos, em sua casa em Bolt Court, Fleet Street, e foi enterrado ao lado de sua esposa no cemitério de St Andrew em Gray's Inn Road. Não houve filhos sobreviventes.
Foi sugerido que Whitehurst é o modelo para o quadro de Joseph Wright of Derby A Philosopher Lecturing on the Orrery (Um Filósofo Palestrando sobre o Planetário) no Derby Museum and Art Gallery.

## Obras selecionadas
- Whitehurst, John (1778). An Inquiry into the Original State and Formation of the Earth. London: J. Cooper. ISBN 0-405-10465-0. Consultado em 24 de julho de 2011. Cópia arquivada em 24 de julho de 2011 2ª ed. (1786).
- Whitehurst, John (1787). An Attempt Towards Obtaining Invariable Measures of Length, Capacity, and Weight, From the Mensuration of Time, Independent of the Mechanical Operations Requisite to Ascertain the Center of Oscillation, or the True Length of Pendulums. London: W. Bent